# Taumasita
La taumasita es un mineral de la clase de los minerales sulfatos, y dentro de esta pertenece al llamado “grupo de la etringita”. Fue descubierta en 1878 en Åre, en la provincia de Jämtland (Suecia), siendo nombrada así del griego thaumazein -ser sorprendido-, en alusión a su sorprendente composición química con tres aniones distintos.

## Características químicas
Es un sulfato complejo hidratado de calcio, con aniones adicionales de hexa-hidroxi-silicato y carbonato. El grupo de la ettringita al que pertenece son todos sulfosales de calcio complejas con varios aniones.
Es el equivalente con silicio del mineral carraraíta (Ca3Ge(SO4)(CO3)(OH)6·12H2O), con germanio.
Aunque está tradicionalmente asumido que forma una serie de solución sólida con la ettringita (Ca6Al2(SO4)3(OH)12·26H2O), ambos minerales tienen diferentes grupos espaciales que harían imposible una solución sólida de este tipo.
Además de los elementos de su fórmula, suele llevar como impurezas: aluminio, hierro y magnesio.

## Formación y yacimientos
Aparece en etapa muy tardía en algunos yacimientos de minerales sulfatos. También en zonas de metamorfismo de contacto, así como en zonas de reacción de aguas geotérmicas o aguas marinas con rocas basaltos y tobas
Suele encontrarse asociado a otros minerales como: zeolitas, apofilita, analcima, calcita, yeso o pirita.